# Dore Dreysel
Theodora „Dore“ Johanna Amalie Dreysel (* 2. Juli 1904 in Chemnitz; † 3. Mai 1985 in Haar) war eine deutsche Schauspielerin, Sängerin, Synchronsprecherin und Autorin, die unter dem Pseudonym Liane Holst veröffentlichte.

## Leben
Unter ihrem bürgerlichen Namen arbeitete Dreysel vor allem als Bühnenschauspielerin. Nach Schauspiel- und Gesangsstudium leistete sie ein Volontariat an den Städtischen Bühnen Düsseldorf ab. Weitere Bühnenstationen waren Oberhausen, Kaiserslautern, Flensburg, Bad Salzschlirf, Kolberg, Bad Oeynhausen, Brandenburg an der Havel, Hannover und Gelsenkirchen. Sie war Ehrenmitglied des Partenkirchner Theaters. Daneben war Dreysel auch als Sängerin tätig. Als Synchronsprecherin wirkte sie unter anderem an der deutschen Version der Laurel-und-Hardy-Komödie Die Doppelgänger mit.
Darüber hinaus verfasste Dreysel unter den Pseudonymen Liane Holst, Eva Hellring und Eva Helling verschiedene Werke, vor allem Liebes- und Heftromane.
1978 konnte Dreysel ihre 50-jährige Mitgliedschaft in der GDBA sowie die 25-jährige Mitgliedschaft des Garmisch-Partenkirchener Kleinen Kulturtheaters begehen. Sie starb 1985 im Bezirkskrankenhaus Haar.

## Werke
- Und dennoch kam das Glück, Stuttgart: Titania-Verlag 1953.
- Die Ehe der schönen Dorothee, Stuttgart: Titania-Verlag 1953.
- Weit war der Weg zu dir, Stuttgart: Titania-Verlag 1954.
- Mein Herz blieb bei dir, Stuttgart: Titania-Verlag 1954.
- Bettinas Opferweg, Stuttgart: Titania-Verlag 1954.
- Herzen am Ziel, Stuttgart: Titania-Verlag 1954.
- Weil du die andere liebst, Balve/Westfalen: Balowa-Verlag 1955.
- Umwege zum Glück, Balve/Westfalen: Balowa-Verlag 1955.
- Rosalind und Angelina, Stuttgart: Titania-Verlag 1955.
- Launen des Schicksals, Stuttgart: Titania-Verlag 1955.
- Getreu bis in den Tod, Stuttgart: Titania-Verlag 1955.
- Die Erbin von Schloß Elmau, Stuttgart: Titania-Verlag 1955.
- Alle Schuld rächt sich auf Erden, Stuttgart: Titania-Verlag 1955.
- Tränen um Liebe, Stuttgart: Titania-Verlag 1956.
- Wo du bist, ist Liebe, Stuttgart: Titania-Verlag 1956.
- Der Weg zum Herzen, Stuttgart: Titania-Verlag 1956.
- Durch Nacht zum Licht, Stuttgart: Titania-Verlag 1953
- Mein Herz sagt die Wahrheit, Stuttgart: Titania-Verlag 1957.
- Für fremde Schuld gebüßt, Stuttgart: Titania-Verlag 1957.
- Nicht mehr heimatlos, Stuttgart: Titania-Verlag 1958.
- Komtess Gundulas Leidensweg, Stuttgart: Titania-Verlag 1958.
- Verzage nicht, kleine Christel, Stuttgart: Titania-Verlag 1960.
- Schuldig aus Leidenschaft, Stuttgart: Titania-Verlag 1960.
- Liebe, die den Tod besiegt, Stuttgart: Titania-Verlag 1961.